# Val di Stava
La Val di Stava è una valle italiana, laterale della Val di Fiemme, in Trentino. Prende nome dal Rio Stava, il torrente che l'attraversa interamente.

## Geografia
La valle ha una lunghezza complessiva di 8 km. Le località sono: Tesero, Propian, Stava, Pozzole, Pramadiccio e Pampeago. I monti che la circondano sono la Pala di Santa e il Cucal, alla destra orografica, e il Monte Agnello e i Cornacci alla sinistra orografica. Il passo di Pramadiccio (1 431 m s.l.m.) la connette con la val Gambis e con il passo di Lavazè.
La valle è attraversata dal Rio Stava, affluente del torrente Avisio. La valle inizia, assieme al ruscello, presso il Passo di Pampeago, dopodiché scende presso la conca di Stava, passando per le pendici del Monte Prestavel, dov'è situata una miniera di fluorite, Pozzole e Stava. Passando poi per Propian e Tesero, la valle s'immette infine nella Val di Fiemme.

## Storia

### Disastro di Stava
La valle fu parzialmente distrutta dalla catastrofe del 19 luglio 1985, quando gli argini dei bacini di decantazione dell'impianto di trattamento presso la miniera di Prestavel, crollarono e fecero precipitare a valle una massa di fango e detriti di 180.000 metri cubi. I morti furono 268 e pochi i superstiti.
In seguito gli argini del Rio Stava sono stati interamente ricostruiti e la valle è stata ripopolata, con alcuni alberghi e case private.
| Controllo di autorità | VIAF (EN) 242311545 |